# Vicuña Mackenna (Argentina)
Vicuña Mackenna es una ciudad situada en el departamento Río Cuarto, provincia de Córdoba, Argentina.

## Toponimia
El nombre de la localidad fue impuesto ante un pedido de Domingo Faustino Sarmiento en honor a Benjamín Vicuña Mackenna, político, escritor, historiador chileno e intendente de Santiago de Chile que fuera amigo del prócer argentino, a quien conoció en su paso en el exilio por Chile, donde trabajó para reparticiones públicas del Estado trasandino. 

## Ubicación
Vicuña Mackenna pertenece geográficamente a la llanura pampeana con características topográficas de la pampa, y es atravesado sobre el sector sur por el arroyo "el ají". La ciudad está ubicada al sur de la provincia de Córdoba, en el cruce de las Rutas Nacionales 7 y 35, a 308 kilómetros de distancia de la ciudad de Córdoba capital, y a 95 kilómetros de la ciudad de Río Cuarto, capital departamental.

## Población
Según el censo nacional de 2022 la localidad registro 11.703 habitantes, tuvo un gran crecimiento respecto a los 10.170 habitantes del censo de 2010. 

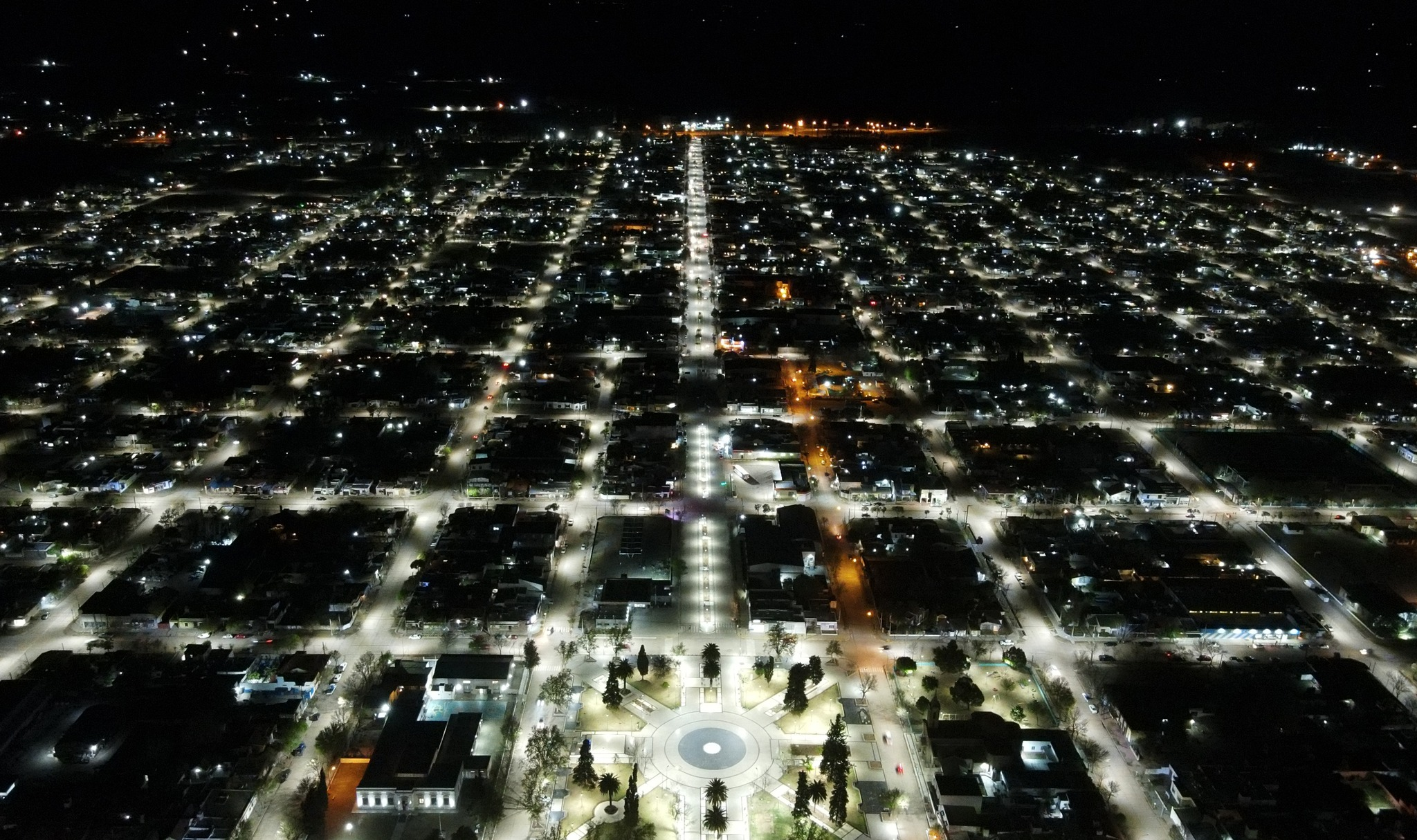

| Gráfica de evolución demográfica de Vicuña Mackenna entre 1991 y 2022 |
|                                                                       |
| Fuente: Censos nacionales del INDEC                                   |

## Economía
Es una de las economías más dinámicas de la zona; entre las principales actividades se destacan la ganadería y la agricultura, cuyos principales cultivos son la soja, el maní y el maíz.
También se destacan la producción de lácteos y el turismo rural. Existen en la localidad varios establecimientos industriales que se dedican especialmente al procesamiento de productos agrícolas y ganaderos.

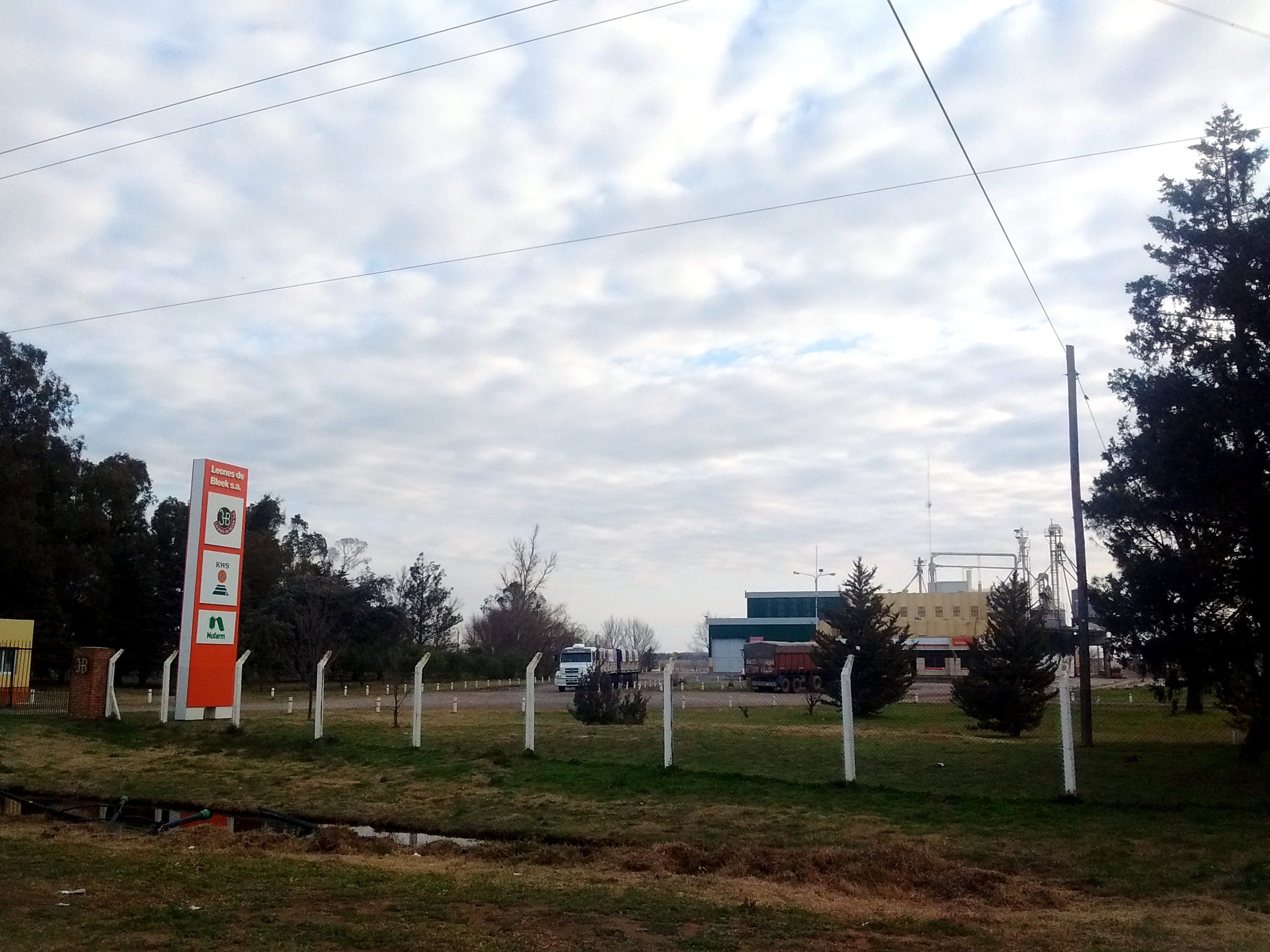
Industria rural en Vicuña.

## Historia
En 1885 una línea principal de ferrocarril comenzó a pasar por Vicuña Mackenna uniendo las ciudades de Buenos Aires y Mendoza. Las tierras donde hoy se levanta Vicuña Mackenna fueron fiscales provinciales y se las conocía con el nombre de "Bebe Vino". Fueron compradas en 1874 por Nicolás Avellaneda al Gobierno de la Provincia de Córdoba.
Después de la muerte de Avellaneda y su esposa, las tierras fueron donadas a 2 de sus hijos, los cuales se las vendieron a Clodomiro Torres. En mayo de 1904, Clodomiro Torres solicitó al Gobierno provincial se lo beneficiara con lo acordado por la Ley provincial para fundar una Colonia Agrícola en las tierras que poseía. El 6 de junio el gobernador de la provincia, Vicente Olmos, decreta la creación del "Pueblo Torres".
Desde 1885 la estación del ferrocarril se llamó Vicuña Mackenna, nombre que recibió ante un pedido de Domingo Faustino Sarmiento en honor a Benjamín Vicuña Mackenna, político, escritor, historiador chileno e intendente de Santiago de Chile que fuera amigo del prócer argentino, a quien conoció en su paso en el exilio por Chile, donde trabajó para reparticiones públicas del Estado trasandino.
En mayo de 1911, el gobernador de la provincia de Córdoba, Félix Tomás Garzón, resolvió por decreto que el Pueblo Torres tomara el nombre de la estación ferroviaria, es decir, Vicuña Mackenna. Desde esa fecha, la denominación Pueblo Torres desapareció de todo papel público.
Los vestigios de la historia y las expresiones culturales se dan cita en diferentes lugares de la ciudad. Un conjunto de interesantes sitios para visitar por quienes desean conocer Vicuña Mackenna en profundidad está compuesto por la plaza Domingo Faustino Sarmiento, la parroquia de San José, el Club Velocidad, la estación de ferrocarril, el paseo de las bicisendas y el Museo Histórico Regional, entre otros lugares destacados.

### Sismicidad
La sismicidad de la región sur de Córdoba es frecuente y de intensidad baja, y un silencio sísmico de terremotos medios a graves ocurre cada 30 años en áreas aleatorias.

## Fiestas a nivel local
- Corsos (febrero)
- Fiestas patronales en honor a San José.
- Fiesta de Revolución del 25 de mayo en plaza Sarmiento.
- Ciclo de Música en la Plaza
- Fiesta del pollo al disco

## Deportes
Se realizan diversos deportes en la localidad, siendo los más destacados el futbol, pádel, rugby, hockey, bochas y tenis.
Clubes destacados:
- Club Atlético San Martín (Vicuña Mackenna) (Fútbol, Fútbol Femenino, Patín Artístico, Gimnasia Artística, Hockey sobre césped): Club fundado el 20 de diciembre de 1920 con los colores celeste y blancos como estandartes, y apodado "el patriota". La institución participa en la liga regional de Futbol de Río Cuarto en primera división, donde se consagró campeón del torneo Apertura 2014, y en todas sus categorías infantiles. A su vez cuenta con disciplinas de futbol femenino, hockey sobre césped, gimnasia artística y patinaje artístico, y se destaca por la formación de cientos de niños en sus categorías infantiles.

Cuenta con un estadio propio, denominado el parque Centenario, inaugurado en el año 2004 se ubicado en la avenida Dr. Arturo Illia al 601, en el 
ingreso a la localidad por la ruta nacional N.º 35.
- Club Atlético Belgrano (Vicuña Mackenna) (Fútbol-Hockey): Club fundado el 20 de abril de 1925 con los colores blanco, rojo y azul. Dedicado esencialmente al futbol, milita en la Primera División A de Liga de Fútbol de Río Cuarto. Se lo apoda como "el tricolor" y es uno de los clubes más convocantes de la región.

Cuentas con un equipo de futbol femenino, categorías infantiles de futbol y a su vez otras disciplinas deportivas como hockey.
Cuenta con un estadio propio, denominado el Coloso, el cual fue inaugurado en el año 2014 y ubicado en Av. Ricardo Risatti 1201-1389 en el barrio San 
Vicente.
- Mackenna Rugby Club (Rugby)[3][4]
- Pista Hípica El Federal (Cuadreras)[5][6]
- Club Velocidad (Social, Tenis, Golf, Pádel, Natación)[7]

## Religión

### Parroquias de la Iglesia católica en Vicuña Mackenna

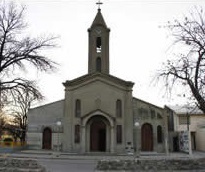
Parroquia.

| Diócesis  | Villa de la Concepción del Río Cuarto |
| --------- | ------------------------------------- |
| Parroquia | San José                              |